# Grigori Minaškin
Grigori Minaškin (ur. 1 lutego 1991) – estoński judoka, uczestnik igrzysk olimpijskich w Rio de Janeiro, brązowy medalista mistrzostw Europy w 2016 roku. 

## Kariera
Kilkakrotnie zajmował najwyższe pozycje w mistrzostwach Estonii w swojej kategorii wagowej. W 2016 roku w Kazaniu na mistrzostwach Europy zdobył brąz w wadze do 100 kg. W tym samym roku zakwalifikował się do udziału w igrzyskach olimpijskich. Wziął udział w rywalizacji w wadze do 100 kg. W 1/16 finału jego przeciwnikiem został Kazach Maksim Rakov, z którym przegrał poprzez shido. 